# Brookfield (Massachusetts)
Brookfield – miasto w Stanach Zjednoczonych, w stanie Massachusetts, w hrabstwie Worcester.